# Jerozolima wyzwolona
Jerozolima wyzwolona (wł. Gerusalemme liberata, inny tytuł: Goffred albo Jeruzalem wyzwolona) – epos rycerski utrzymany w konwencji gatunku, utwór poety włoskiego Torquata Tassa, wydany po raz pierwszy w 1581 r., na język polski przełożony w 1618 roku przez Piotra Kochanowskiego (bratanka Jana). Jego tło stanowią dzieje pierwszej wyprawy krzyżowej i zdobycie Jerozolimy w 1099 roku.

## Geneza i okoliczności powstania utworu

### Geneza utworu
Pierwsze próby epickie Tassa, związane z tematem krucjat, pochodzą z roku 1559, kiedy poeta miał 13 lat. W latach 1559–1563, kiedy jego ojciec przygotowywał do druku poemat rycerski Amadigi, młody Tasso podjął pracę nad eposem zatytułowanym Gierusalemme (Jerozolima). Porzucił ją potem na rzecz poematu Rinaldo. Do pierwotnego pomysłu powrócił na dworze w Ferrarze, utwór miał wtedy nosić tytuł Gottifredo – od imienia wodza krzyżowców. Chcąc dobrze poznać realia I krucjaty, Tasso czytał w tym czasie kroniki średniowieczne, a zwłaszcza dzieło Wilhelma z Tyru Historia belli sacri (Historia świętej wojny, wyd. 1549), interesując się szczególnie ostatnią fazą wyprawy, od wkroczenia krzyżowców do Palestyny, po zdobycie Jerozolimy.
Na wybór tematu mogły wpłynąć okoliczności biograficzne: przykład ojca, odwiedziny w klasztorze nieopodal Sorrento, gdzie pochowany został papież Urban II, który ogłosił krucjatę, napad na Sorrento korsarzy tureckich i niebezpieczeństwo, jakie zawisło wówczas nad siostrą poety, Cecylią. Decydującą rolę odegrały zapewne rozpowszechnione w ówczesnej Europie nastroje antytureckie, które, jak się wydawało, mogły doprowadzić do nowej krucjaty, a także świetne zwycięstwo floty chrześcijańskiej nad turecką pod Lepanto.
Temat taki odpowiadał koncepcjom teoretycznym Tassa wyłożonym w Rozważaniach o sztuce poetyckiej (Discorsi dell’arte poetica, powstałych około 1564 roku). Poeta stwierdzał w nich, że poezja powinna przedstawiać wydarzenia historyczne i uczucia religijne, które przemówią do czytelnika o wiele silniej niż wątki czerpane z mitologii pogańskiej. Dążąc do tego, by opowieść była piękniejsza poeta może swobodnie, zgodnie ze swą wyobraźnią, interpretować fakty historyczne. Wystarczy, że to o czym pisze będzie prawdopodobne. W eposie postaci i czyny winny być nieprzeciętne, imponujące, wspaniałe, mierność niegodna jest tak szlachetnego gatunku literackiego. Podobnie język powinien być uroczysty i ozdobny, archaizowany, jak najdalszy od potocznego, a styl wzniosły i poważny.

### Opublikowanie utworu i reakcja
Pierwsza redakcja poematu została ukończona w 1575 roku. Z utworem, liczącym 20 pieśni w oktawach, zapoznał się wówczas książę Ferrary Alfons II. Na życzenie autora tekst poddany został krytycznej ocenie erudytów. Rozesłane do oceny odpisy poematu przyniosły poecie jednak nie tyle uwagi natury artystycznej, co moralnej i religijnej. Zarzuty trafiły na podatny grunt, poeta zwątpiwszy we własną prawowierność dwukrotnie w latach 1575 i 1577 poddał się ocenie Świętej Inkwizycji. Jej uniewinnienie nie uspokoiło jego wątpliwości. Zdawał sobie sprawę z tkwiących w poemacie, a trudnych do pogodzenia, przeciwieństw pomiędzy pogonią za zmysłowymi przeżyciami a surowymi wymaganiami etycznymi i zwlekał z wydaniem utworu. Ogarnięty chorobliwym strachem przed herezją Tasso popadł w manię prześladowczą i znalazł się na siedem lat w szpitalu. Tymczasem w 1580 roku w Wenecji doszło do pirackiego wydania 14 pieśni poematu pod tytułem Goffredo (Godfryd). Zirytowany Tasso zdecydował się wówczas na opublikowanie poematu pod tytułem wzorowanym na poemacie Trissina L’Italia liberata dai Goti. Jerozolimę wyzwoloną wydano w 1581 roku w Ferrarze. W 1584 roku ukazała się ocenzurowana przez autora wersja, którą potem wielokrotnie wznawiano.
Wkrótce po opublikowaniu utworu rozgorzała zacięta polemika między zwolennikami Ariosta i Tassa. Rozpoczął ją autor z południa Włoch, który Jerozolimę postawił nad Orlandem ze względu na jedność akcji oraz wyszukany styl. Za Ariostem wypowiedział się wówczas Leonardo Salviati z florenckiej Akademii Plew, sławiąc jego klasyczną równowagę i umiar językowy. Zawtórowali mu inni Toskańczycy, a wśród nich Galileusz, który chwalił Ariosta za prostotę, a o bohaterach Tassa powiedział, że wiele obiecują, ale nic nie dają.
W sporze zabrał również głos Tasso  publikując Apologię w obronie Jerozolimy (Apologia del S. Torquato Tasso in difensa del sua „Gerusalemme liberata”, 1585).
Dręczony wątpliwościami wewnętrznymi w następnych latach poeta dokonał przeróbki poematu, usuwając z niego wątki przygodowo-romansowe i łamiąc tym niejako kręgosłup utworu. Tak powstała autokarykatura utworu, wydany w 1593 roku poemat w 27 pieśniach Jerozolima zdobyta (Gerusalemme conquistata).

## Fabuła
Akcja poematu opiera się na modelu Iliady, opisuje ostatnią fazę pierwszej krucjaty: oblężenie i zdobycie Jerozolimy pod wodzą Godfreda de Bouillon.

### Pieśń I

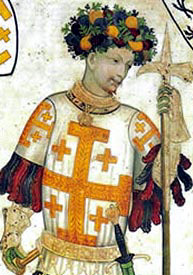
Gofred z Bouillon

Bóg posyła anioła Gabriela do Gofreda, jednego z wodzów I krucjaty, żeby mu oznajmił, że wybrał go sobie na wodza wojsk krzyżowych. Po jego odejściu Gofred zwołuje wodzów oddziałów rozłożonych na leżach zimowych w Syrii i zachęca ich do dokończenia rozpoczętego dzieła – zdobycia Jerozolimy, uwolnienia grobu Chrystusowego i utworzenia królestwa chrześcijańskiego. Popiera go Piotr Pustelnik, wzywając, by dla większego porządku, obrano jednego wodza. Za przykładem Gwelfa zgromadzeni powierzają dowództwo Gofredowi.
Następnego dnia odbywa się przegląd wojsk. Przed Gofredem przechodzi na czele wojsk francuskich Ugon (brat króla Filipa), dalej Burgundczycy pod wodzą hrabiego Roberta, Gwilelm (biskup Orange) i Ademar (biskup Puy), Baldwin na czele Bulończyków, graf Karnutu (Chartres), Gwelf książę d’Este, a za nim Niemcy, Niderlandczycy pod wodzą Ruperta, Anglicy pod synem królewskim, Tankred na czele Kampańczyków, dalej Grecy, za nimi najstarszy z wodzów krzyżowych Dudon z Konse (może z Cons-la Grandville), Eustachy brat Gofreda, Gernand z Norwegami, Rynald, bratanek księcia d’Este i Rajmund hrabia Tuluzy i wielu innych.
Po dokonaniu przeglądu wojsk hetman zarządza na dzień następny wymarsz. Wojska idą wzdłuż brzegu morskiego nie niepokojone przez Saracenów. Król Trypolisu otwiera przed nimi bramy swego miasta. Powoli zbliżają się do Jerozolimy. Na władającego nią Aladyna pada strach.

### Pieśń II
W tym czasie w Jerozolimie czarownik Izmen nakłania króla Aladyna, aby odebrał chrześcijanom cudowną ikonę Matki Bożej, a on sprawi, że krzyżowcy nie będą mogli zdobyć miasta. Przeniesiona do meczetu ikona znika w niewyjaśnionych okolicznościach. Król podejrzewając o kradzież ikony jerozolimskich chrześcijan wydaje rozkaz ich zgładzenia. Młoda chrześcijanka Sofronia, chcąc ratować swój lud, staje przed Aladynem i przyznaje się, że to ona skradła obraz i wrzuciła go w ogień, by już więcej nie dostał się w ręce pogan. Król rozkazuje spalić ją na stosie. Zakochany w Sofronii, Olind chcąc ją ratować, bierze kradzież na siebie. Król rozkazuje więc stracić oboje. Kiedy kat ma już podpalać stos, egzekucję wstrzymuje Klorynda, słynna wśród Arabów wojowniczka. Właśnie powraca z wojny w Persji, by ofiarować swe usługi królowi Jerozolimy. Ten chętnie mianuje ją hetmanem swych wojsk. W zamian Klorynda prosi o uwolnienie skazańców, którzy poruszyli ją swą odwagą. Uwolniona od śmierci Sofronia poślubia OIinda.
Do obozu chrześcijańskiego przybywa poseł króla egipskiego Alet wraz ze znakomitym wojownikiem Czerkiesem Argantem. Alet nakłania Gofreda, by zaniechał wojny przeciw Jerozolimie, a w ten sposób uniknie wojny z królem egipskim i jego sprzymierzeńcami. Gofred odpowiada jednak, że nie może zaniechać trudu uwolnienia grobu Chrstusowego. Alet wypowiada więc wojnę krzyżowcom i odjeżdża do Egiptu. Argant udaje się do Jerozolimy.

### Pieśń III

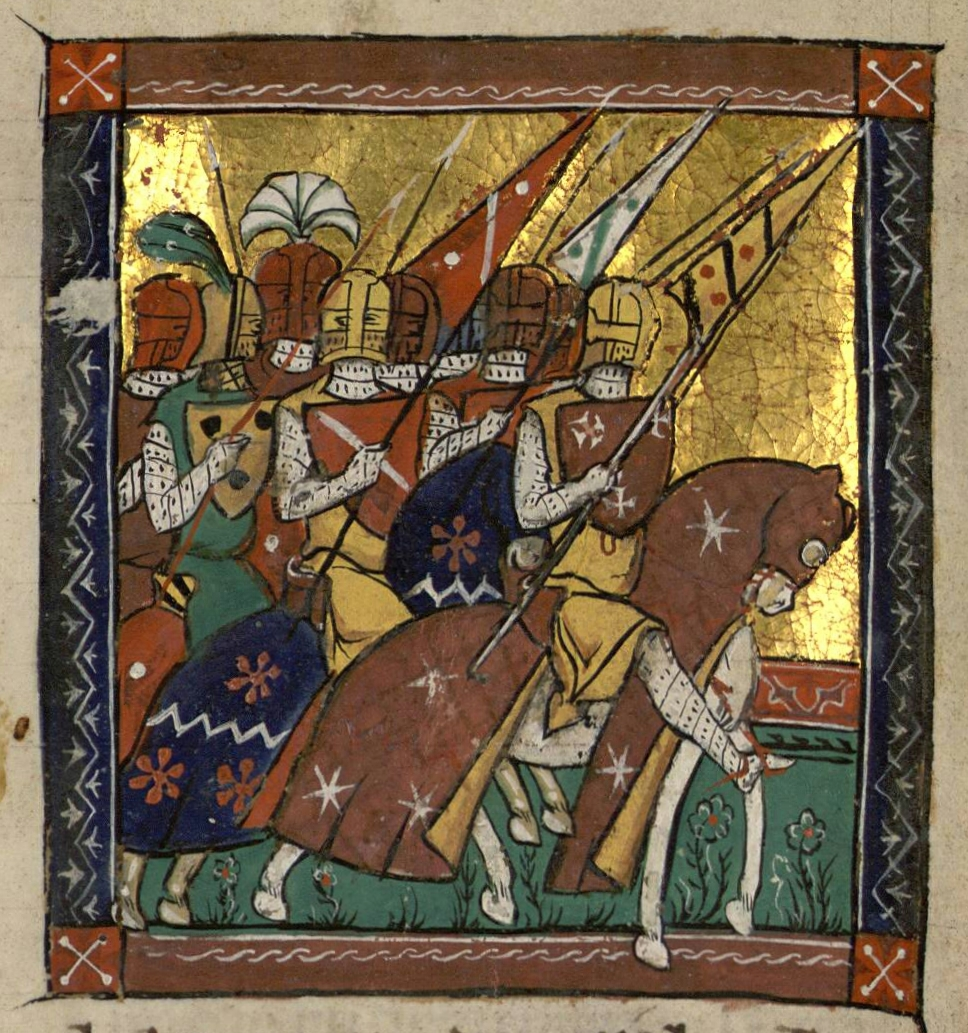
Gofred na czele armii krzyżowców

Następnego dnia około południa wojska krzyżowe docierają pod Jerozolimę. Wychodzą im naprzeciw obrońcy pod wodzą Kloryndy. Tankred w trakcie pojedynku z Kloryndą strąca jej z głowy hełm i rozpoznaje w przeciwniku kobietę, w której zakochał się przed kilku dniami, ujrzawszy ją nad strumieniem. Argant, który omal nie zginął z ręki Rynalda, zabija Dudona. Obrońcy, odparci przez krzyżowców, chronią się za murami miasta. Z wieży jerozolimskiej król i Erminia, córka nie żyjącego władcy Antiochii, przyglądają się wodzom chrześcijańskim. W jednym z nich Erminia rozpoznaje Tankreda, który po zdobyciu przez krzyżowców Antiochii obchodził się z nią bardzo obyczajnie, zaskarbiając tym sobie miłość królewny.
Po odparciu obrońców, Gofred wyznacza miejsce na obóz i nakazuje usypać wały. Wyprawia też uroczysty pogrzeb Dudonowi. Cieśle wysłani do lasu wycinają drzewa na machiny oblężnicze.

### Pieśń IV
Tymczasem władca czeluści piekielnych Pluton zwołuje wszystkie diabły i wybucha wściekłością przeciw krzyżowcom, którzy atakując Jerozolimę, mogą diabłom odebrać i te nieliczne świątynie, gdzie jeszcze oddaje się im cześć. Rozsierdzone demony wylatują na ziemię, by siać niezgodę i zamęt.
W Damaszku król Hidraot, wielki czarownik, zleca swej bratanicy, a przy tym również czarownicy, Armidzie, by udała się do obozu chrześcijańskiego i spróbowała odwieść od wojny swymi niewieścimi wdziękami Gofreda i jak największą liczbę rycerzy. Armida przedstawia się wodzowi krzyżowców, jako sierota, wyzuta z ojcowizny przez zawistnego wuja, który na dodatek grozi jej śmiercią. Widząc, że jej uroda i wdzięk nie działają na Gofreda, prosi go żeby posłał jej przynajmniej na pomoc 10 spośród rycerzy. Gofred, obawiając się podstępu, obiecuje pomoc po zdobyciu Jerozolimy, ale oczarowany urodą czarownicy brat Gofreda, Eustachy, domaga się udzielenia pomocy natychmiast. Gofred ustępuje przed żądaniami grupy rycerzy omotanych przez Armidę. Czarownica, widząc jaki obrót przybrały sprawy, ma nadzieję wyprowadzić z obozu większą liczbę adoratorów. Nie ustaje więc w umizgach.

### Pieśń V
Gofred obawiając się, by za Armidą nie poszło więcej rycerzy, zarządza aby wybrali następcę po zabitym Dudonie, a ten wyznaczy owych dziesięciu, którzy pójdą z Armidą. Eustachy, chcąc się pozbyć rywala, namawia Rynalda, by się starał o wyznaczenie go na dowódcę po Dudonie. Gernand norweski, widząc w Rynaldzie rywala do zaszczytów wybucha gniewem, a podburzony przez złego ducha zaczyna publicznie lżyć i oczerniać Rynalda. Dochodzi do pojedynku, w którym Gernand ginie z ręki Rynalda. Przyjaciel zabitego żąda od Gofreda kary śmierci dla Rynalda, który pogwałcił rozkaz wodza zakazujący walk między krzyżowcami. Gofred nakazuje uwięzić Rynalda, ten jednak ostrzeżony przez Tankreda opuszcza obóz.
Armida przypomina Gofredowi o danej obietnicy. Nie widząc innego wyjścia Gofred zarządza wypisanie imion na kartkach i losuje dziesięciu towarzyszy Armidy. Czarownica wyrusza na ich czele triumfalnie z obozu. Pokrzywdzony losowaniem Eustachy i wielu innych, których Armida rozkochała w sobie, wymyka się nocą z obozu i przyłącza do orszaku czarownicy, która każdego wita z radością.
Do Gofreda docierają złe wieści: o ucieczce wielu spośród rycerzy, o wymarszu wojsk egipskich oraz o przechwyceniu przez Arabów transportów z żywnością.

### Pieśń VI

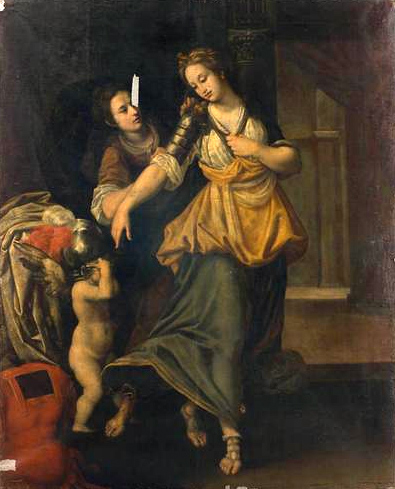
Erminia zakłada zbroję Kloryndy. Obraz Lorenzo Lippiego

Argant chciwy boju wyzywa na pojedynek najdzielniejszych chrześcijan. Gofred wyznacza do walki Tankreda. Ten idąc do boju dostrzega Kloryndę i na jej widok zastyga w zachwyceniu. Wykorzystując okazję, do pojedynku z Argantem staje Otton. Zostaje przezeń pokonany, a rozgniewany Argant tratuje go końskimi kopytami. Na ten widok Tankred powraca do przytomności. Dochodzi do zażartego pojedynku, który przerywają dopiero noc i heroldowie. Rycerze obiecują stawić się ponownie nazajutrz i rozjeżdżają się.
Erminia, widząc z wieży, że Tankred został raniony w pojedynku, toczy wewnętrzną walkę. Wreszcie postanawia wymknąć się z miasta do ukochanego. Przywdziewa zbroję swej przyjaciółki Kloryndy i nie niepokojona przez strażników, udaje się w kierunku obozu chrześcijan. Czekającą na pobliskim wzgórzu, aż sługa dotrze do namiotu Tankreda i ją zapowie, spostrzega oddział krzyżowców. Dowódca, któremu Klorynda zabiła ojca, rzuca się na nią z kopią. Erminia w panice ucieka. Wieści o spotkaniu Kloryndy docierają do obozu. Ranny Tankred, sądząc że Klorynda przybyła, aby się z nim spotkać, wsiada na konia i rusza za uciekającą.

### Pieśń VII
Erminia gubi pogoń. Po długim błądzeniu po lesie trafia do chaty pasterskiej. Zrzuca zbroję i postanawia pozostać wśród wiejskich zajęć, podczas których rozmyśla o swej miłości.
Tankred poszukując Kloryndy natyka się na fałszywego herolda, który prowadzi go na nocleg do zamku Armidy. Na moście wita go Rambald, krzyżowiec, który przeszedł na służbę czarownicy. Sprowokowany Tankred wdaje się w pojedynek. W pogoni za uciekającym Rambaldem wbiega do zamku, a bramy zamkowe zatrzaskują się za nim.
Argant, chcąc dokończyć pojedynku z Tankredem, wychodzi na błonia przed Jerozolimą i wyzywa przeciwnika, lżąc chrześcijan i ich religię. Wobec zniknięcia Tankreda do pojedynku z olbrzymim Czerkiesiem staje stary Rajmund. Wezwany przez rycerza na pomoc anioł osłania go diamentową tarczą przed ciosem Arganta. Kiedy Argantowi zaczyna w oczy zaglądać śmierć Belzebub przybiera postać Kloryndy i namawia łucznika Oradyna, by posłał zdradziecką strzałę Rajmundowi. Pojedynek zamienia się w bitwę pod murami miasta. Saraceni rozbici cofają się w nieładzie. Chcąc zapobiec zdobyciu Jerozolimy Belzebub, za Bożym przyzwoleniem, wywołuje burzę która rozbija szyki krzyżowców.

### Pieśń VIII
Demon Astragor wysyła z piekieł Alekto, aby siała niezgodę w obozie chrześcijańskim. Tymczasem do Gofreda przybywa posłaniec, który przynosi mu wiadomości o rozbiciu przez Arabów Solimana wojsk, które wiódł pod Jerozolimę królewicz szwedzki Swenon. Dwaj pustelnicy znaleźli na polu trupów jego rannego sługę, cudownie go uzdrowili i przekazali mu miecz, poległego z ręki Solimana, Swenona, aby go zaniósł do obozu krzyżowców i przekazał Rynaldowi, bo od tego miecza przeznaczone jest zginąć Solimanowi. Gofred przyjmuje miecz, zasmucony klęską wojsk krzyżowych. Tymczasem wracają ludzie wysłani na poszukiwanie żywności i przynoszą wiadomości, że znaleźli niedaleko od obozu zbroję Rynalda, a obok nagie zwłoki z obciętą głową.
W nocy za sprawą Alekto jednemu z rycerzy Argillanowi śni się Rynald, który oskarża Gofreda o zamordowanie go. Owładnięty gniewem Argillan gromadzi wokół siebie Włochów i podburza ich przeciw Francuzom i ich wodzowi, zdradzieckiemu Gofredowi, który zamordował Rynalda. Gofred wychodzi naprzeciw tumultowi, rozgniewany nakazuje uwięzić sprawcę zamieszania, pozostałym darowując winę.

### Pieśń IX

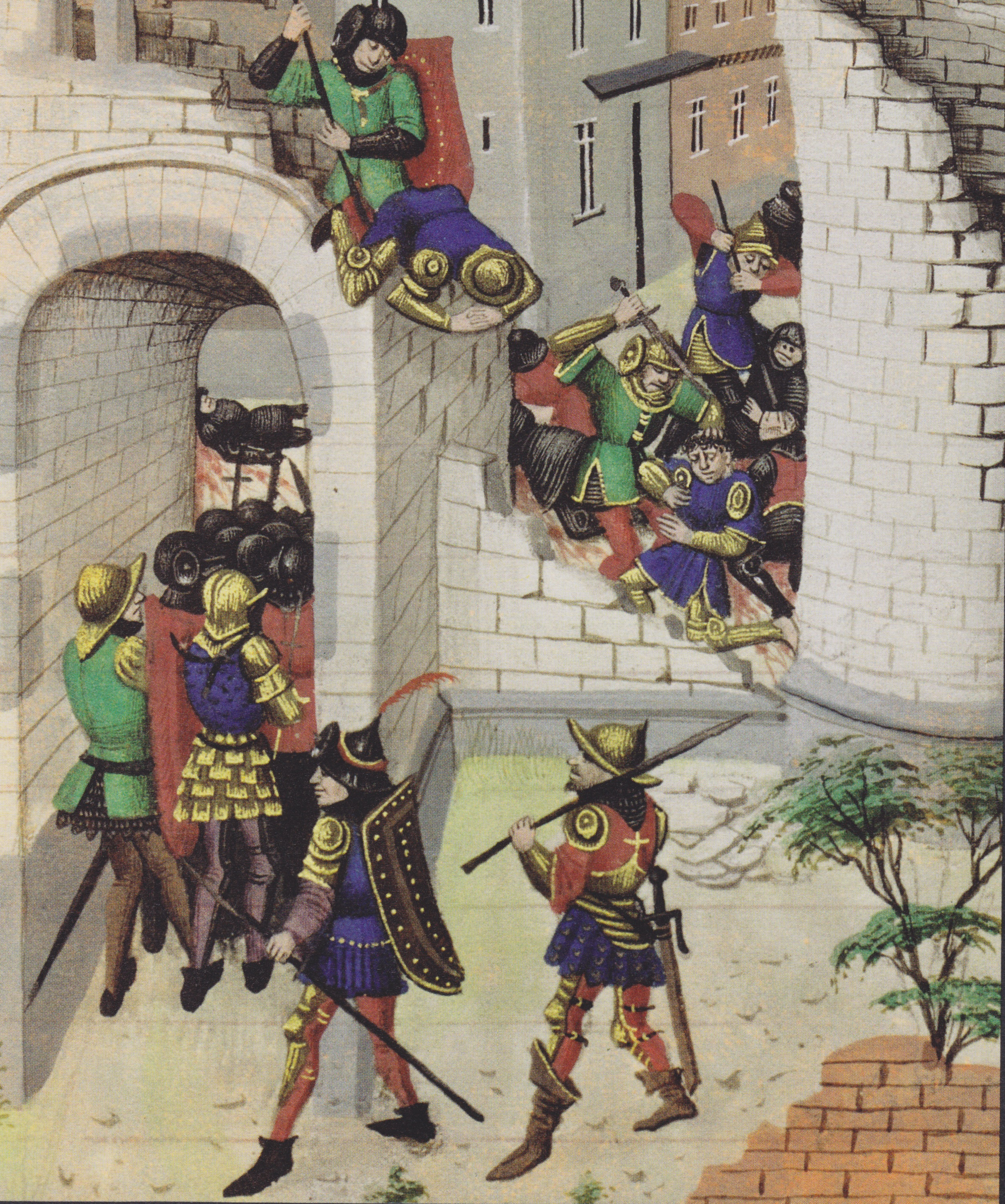
Krzyżowcy wdzierają się do Jerozolimy

Alekto pod postacią starca zagrzewa Solimana, zbiegłego króla Nicei, który w Egipcie organizuje zbrojne bandy przeciw krzyżowcom, by w nocy uderzył na niczego nie spodziewających się chrześcijan. Następnie leci do Jerozolimy i powiadamia króla o ataku Solimana. Soliman napada na śpiący obóz, a wraz z nim wszystkie moce piekieł. Z jego ręki ginie w pierwszym starciu ojciec z piątką synów i wielu innych rycerzy. Obudzony Hetman wysyła Gwelfa przeciw nacierającym od strony Jerozolimy Argantowi z Kloryndą, a sam wychodzi przeciw Solimanowi. Pierwszy atak zostaje powstrzymany. Bóg posyła z niebios archanioła Michała, który przegania diabły z powrotem do otchłani, zakazując im mieszać się do wojen ludzi. Na polu bitwy srożą się Argant, Klorynda i uwolniony z więzów Argillan, który jednak ginie z ręki Solimana. Wynik bitwy rozstrzyga pojawienie się pięćdziesięciu rycerzy, którzy z flanki atakują oddziały Solimana. Jego wojsko zostaje rozbite, a sam Soliman ucieka z pola bitwy. Argant i Klorynda wycofują się do miasta.

### Pieśń X
Soliman spod Jerozolimy uchodzi do Egiptu. W drodze spotyka go Izmen i nakłania do powrotu do Jerozolimy. Wsiadają na wóz, który ukryty w obłoku przelatuje nad obozem chrześcijańskim do Jerozolimy. Ukrytego nadal w obłoku Solimana Izmen wprowadza tajemnym przejściem do królewskiego pałacu. Po wydarzeniach ubiegłej nocy Aladyn zwołał radę, na której Argant radzi walczyć, nie oglądając się nawet na pomoc egipską, a Orkan poddać miasto. Słysząc to Soliman wychodzi z obłoku i zagrzewa króla do oporu.
Rycerze, którzy rozbili atak Solimana, okazują się być tymi którzy odeszli wcześniej z Armidą. Czarownica zaprowadziła ich do zamku pośrodku jeziora. Tam podczas uczty zagroziła, że tych którzy nie porzucą wiary chrześcijańskiej pozamienia w zwierzęta. Jej namowom uległ jedynie Rambald. Pozostali po schwytaniu Tankreda zostali pod strażą odesłani do Hidraota, do Damaszku. Eskortujących zaatakował i rozbił w pojedynkę Rynald, uwalniając jeńców. Na wieść o tym, że Rynald żyje Piotr Pustelnik prorokuje o jego przyszłej sławie.

### Pieśń XI
Nazajutrz wojska uczestniczą we mszy świętej, poprzedzającej szturm. Krzyżowcy atakują. Saraceni mężnie bronią murów. Klorynda sieje spustoszenie z łuku. Wielka wieża oblężnicza i tarany czynią wyłom w murze. Gofred prowadzi tamtędy atak, ale trafiony przez Kloryndę z łuku w nogę, zostaje odniesiony do obozu. Argant z Solimanem czynią wypad z miasta próbując podpalić wieżę. Gofred cudownie uleczony dzięki interwencji anielskiej powraca pod Jerozolimę. Noc jednak kładzie kres szturmowi.

### Pieśń XII

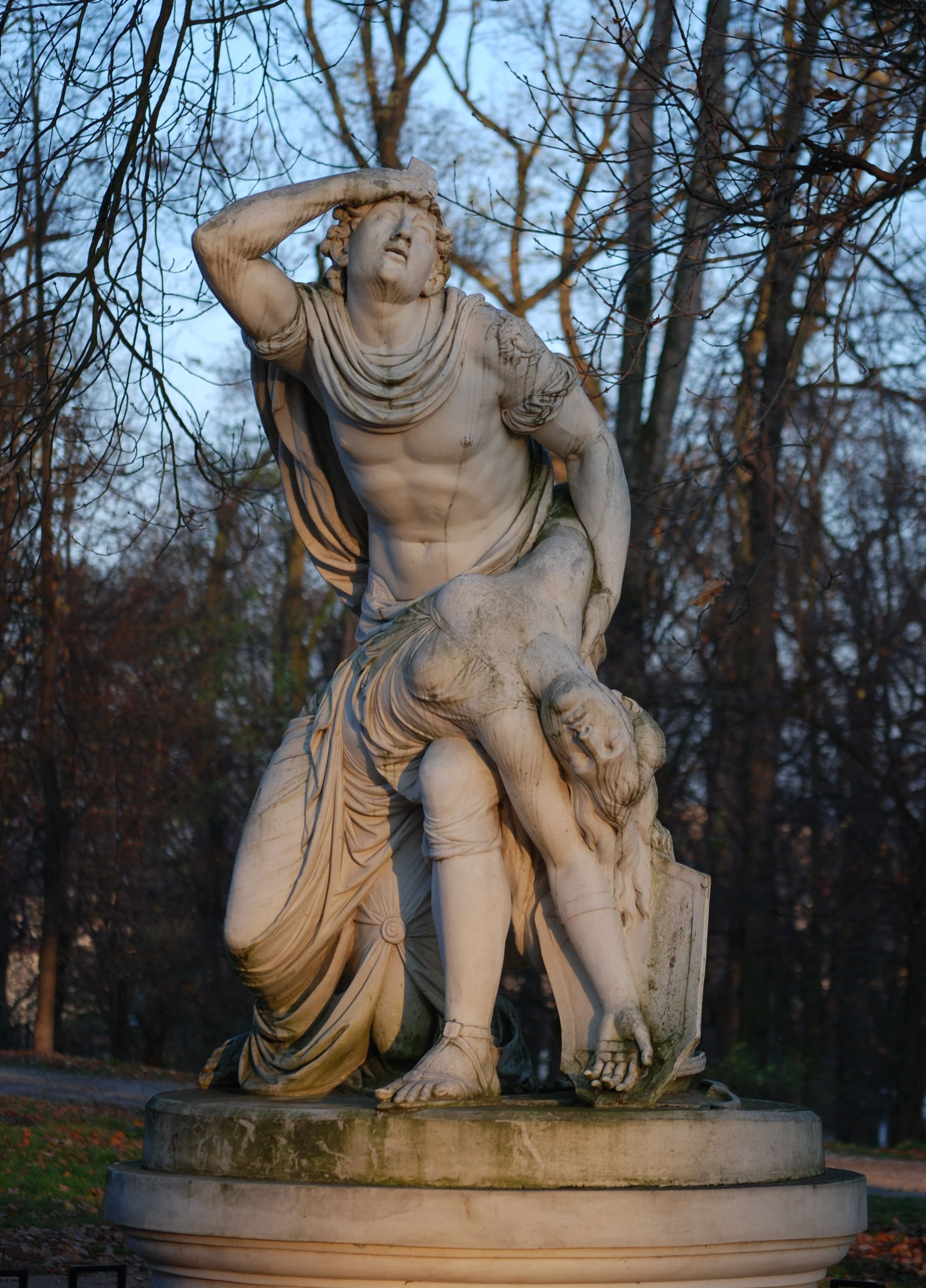
Tankred i Klorynda, kopia rzeźby w parku pałacowym przy Pałacu Czartoryskich w Puławach

Klorynda zamierza w czasie nocnej wycieczki spalić wieżę oblężniczą. Jej sługa Arset wyjawia jej, że jest córką chrześcijańskiego króla Etiopii Synapa. Matka jej modliła się przed obrazem rycerza uwalniającego białą księżniczkę. Ponieważ z czarnych rodziców urodziła się biała dziewczynka, matka obawiając się podejrzliwości zazdrosnego męża przekazała ją swemu słudze, który przywędrował z nią do Egiptu i tam wychował w wierze muzułmańskiej. Ostatniej nocy miał sen, w którym ogromny rycerz ponownie mu zarzucał, że nie ochrzcił królewny i zapowiedział jej śmierć.
Klorynda wraz z Argantem podczas nocnej wycieczki niszczą wieżę oblężniczą. Odkryci przez krzyżowców, walczą wycofując się do miasta. W zamieszaniu po zamknięciu bramy Klorynda pozostaje poza murami. Oddala się więc spod Jerozolimy w tłumie krzyżowców, po czym wymyka się do lasu. Jej śladem podąża Tankred. Na leśnej polanie wyzywa saraceńskiego rycerza na pojedynek. Klorynda otrzymuje z jego ręki śmiertelny cios. Zrozpaczony Tankred dopiero teraz spostrzega, że zabił swą ukochaną. Ona, umierając, prosi, by udzielił jej chrztu, co też czyni.
Ranny Tankred przyniesiony do obozu pogrąża się w rozpaczy. Nie słucha pocieszeń towarzyszy, ani napomnień Piotra Pustelnika. Dopiero pojawienie się ducha Kloryndy, która dziękuje mu za to, że zapewnił jej wieczne szczęście, przynosi Tankredowi pocieszenie. Wyprawia Kloryndzie pogrzeb. W Jerozolimie Argant przysięga pomścić śmierć swojej towarzyszki broni.

### Pieśń XIII
Izmen sprowadza do lasu pod Jerozolimą moce piekielne, aby uniemożliwić krzyżowcom budowanie nowej machiny. Najpierw rzemieślnicy, a potem rycerze uciekają z lasu przerażeni jękami i krzykami, które słyszą. Nieulękły Alkast cofa się przed murami z ognia, które otaczają las. Tankred odwagą pokonuje ścianę ognia. Powraca jednak pokonany, gdy próbuje zrąbać drzewo pokryte egipskimi hieroglifami, a z drzewa zaczyna płynąć krew i skarga zaklętej w nim Kloryndy. Piotr Pustelnik prorokuje, że drzewo to zetnie Rynald.
Palestynę nawiedzają upały i susza. Wojsku brakuje wody i żywności. Grecy opuszczają potajemnie obóz, a pozostali szemrzą przeciw Godfrydowi. Ten modli się o wodę. Bóg wysłuchuje jego próśb i zsyła ożywiający deszcz.

### Pieśń XIV

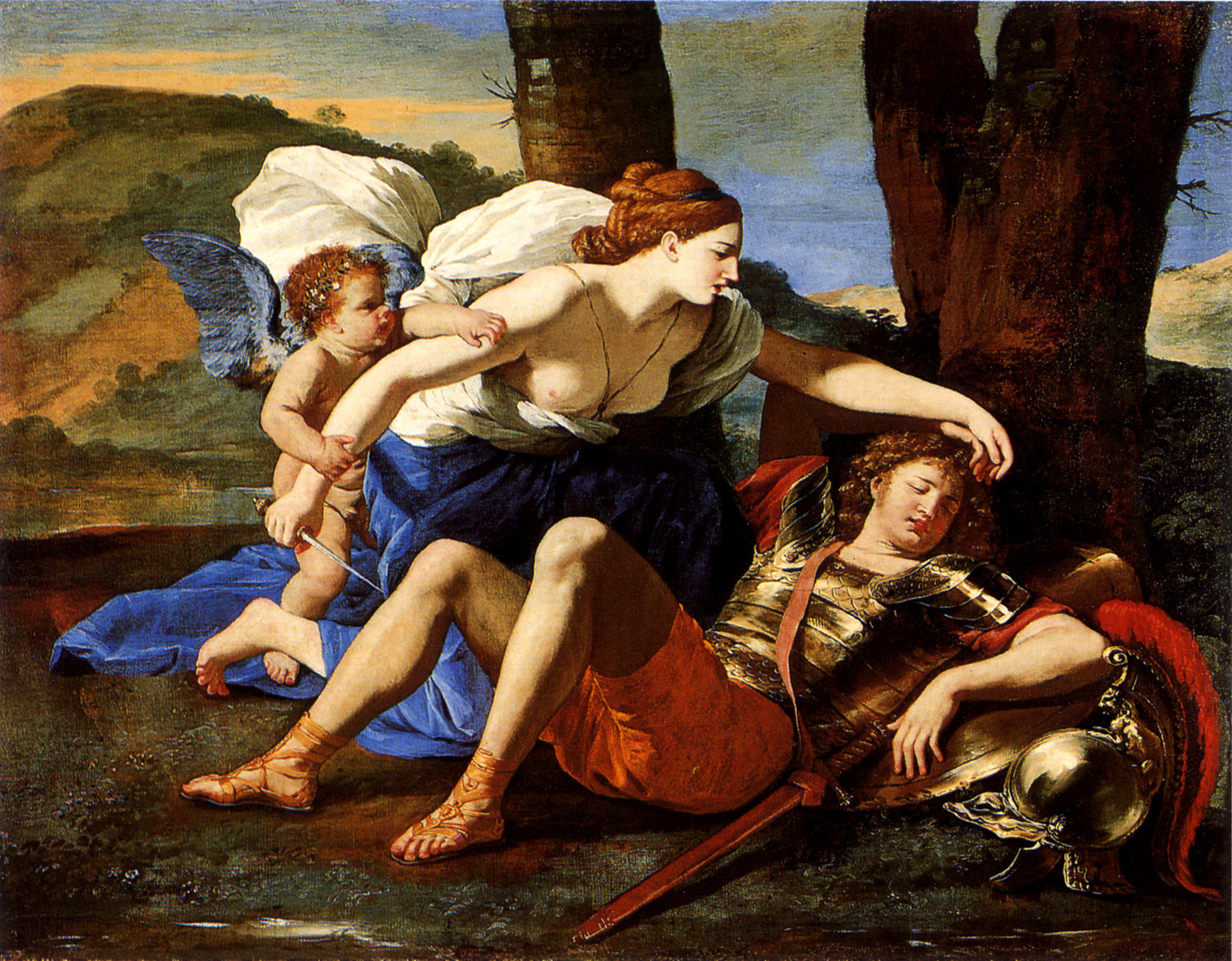
Armida spotyka śpiącego Rinalda. Obraz N. Poussina

Gofred we śnie rozmawia z duchem nieżyjącego Ugona, który namawia go, by darował winy Rynaldowi i daje mu pouczenia co do rzeczy przyszłych. Nazajutrz Gwelf natchniony od Boga prosi Gofreda na radzie, by pozwolił wrócić Rynaldowi. Otrzymawszy zgodę Hetmana, wysyła na poszukiwanie młodego rycerza swego sługę Ubalda, wraz z Karolem, szwedzkim rycerzem, który przyniósł miecz królewicza Swenona. Piotr Pustelnik nakazuje im iść pod Askalon.
Tam spotykają idącego po wodzie starca, z którym schodzą do podziemnego pałacu, znajdującego się u źródeł wszystkich wielkich rzek. Tam starzec, który jest nawróconym na chrześcijaństwo mędrcem arabskim wyjawia im los Rynalda. Po uwolnieniu przezeń rycerzy chrześcijańskich Armida zapałała doń wielką złością, zwabiła go podstępnie na zaczarowaną wyspę i uśpionego zamierzała zabić, ale zachwycona jego urodą, porwała go przez powietrze na leżące pośród oceanu Wyspy Szczęśliwe. Tam na szczycie góry wyczarowała chroniony zaklęciami zamek, w którym wraz z nim zażywa obecnie miłosnych rozkoszy. Starzec poucza rycerzy jak mają postępować i wyposaża ich na drogę w różdżkę, księgę i zwierciadło.

### Pieśń XV
Wyrzuceni z podziemnych pałaców przez wody Orontesu rycerze spotykają, tak jak przepowiedział starzec, piękną panią w tęczowych szatach, która zaprasza ich do szybkiej łodzi. Wędrowcy mijają wielkie zgromadzenie wojsk egipskich pod Gazą. Płyną potem wzdłuż wybrzeży afrykańskich. Czwartego dnia przepływają pomiędzy Słupami Herkalesa i wypływają na ocean, by po niedługim czasie zobaczyć Wyspy Szczęśliwe.
Rycerze schodzą ze statku i wędrują do podnóża góry, na której postawiła swój zamek Armida. Kiedy nazajutrz wstępują na nią, zastępuje im drogę smok. Pouczeni przez starca używają przeciw niemu różdżki. Po smoku spotykają jeszcze wiele innych zwierząt. Przechodzą potem po ośnieżonych stokach góry i strudzeni trafiają nad strumień, z którego jednak, przestrzeżeni, nie piją zatrutej wody. Mijają potem bogato zastawione stoły, gdy swoim śpiewem próbują ich uwieść półnagie nimfy. Zwycięsko odpierają również tę próbę i wchodzą do pałacu.

### Pieśń XVI

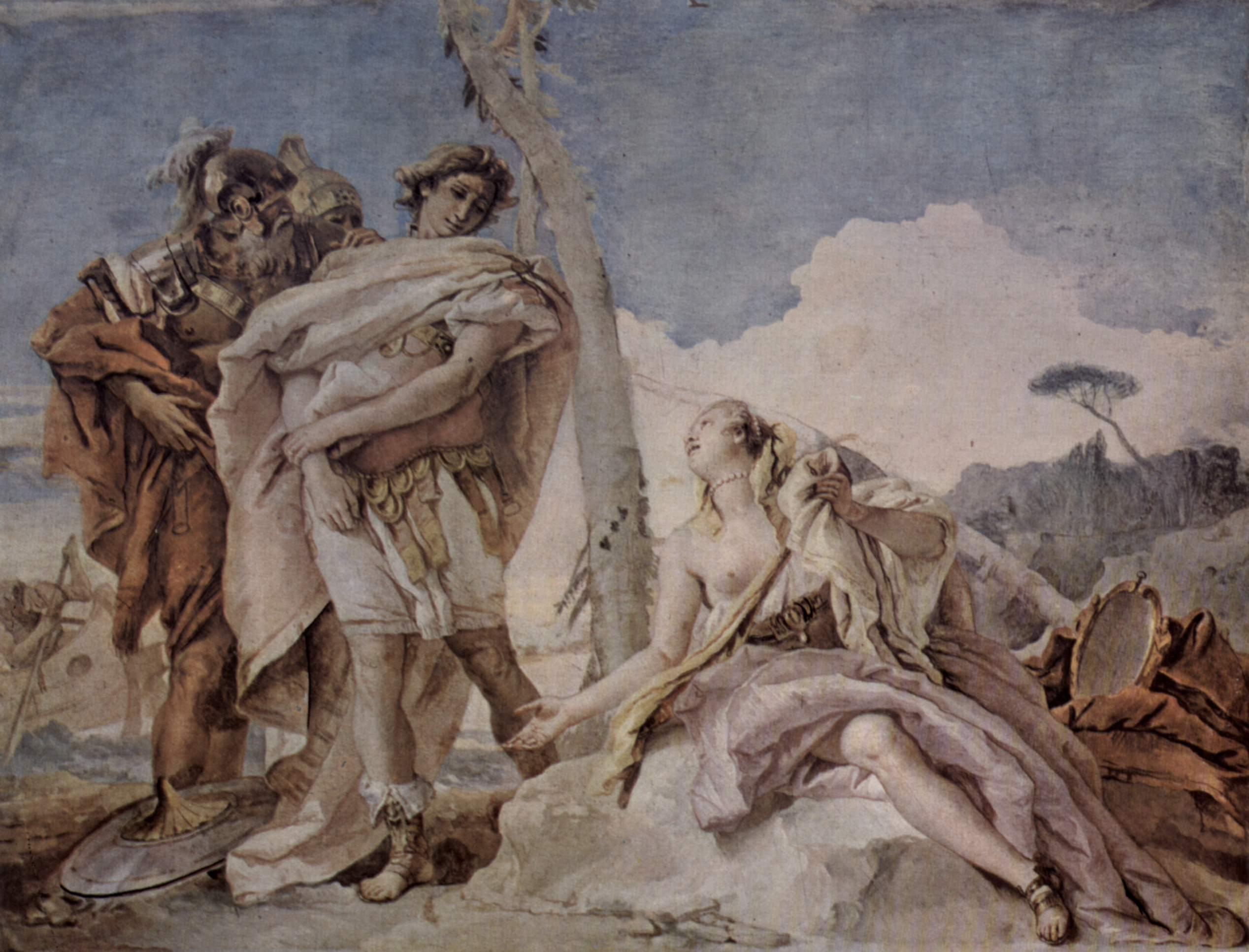
Rinaldo opuszcza Armidę. Obraz G.B. Tiepola

Zaopatrzeni w księgę starca rycerze szczęśliwie przechodzą przez, przygotowany przez Armidę, labirynt i wchodzą do ogrodu, gdzie kolorowy ptak śpiewa piosenkę o róży. Ukryci za krzewem są świadkami miłosnej rozmowy Rynalda i Armidy. Gdy czarownica odchodzi do swych komnat, ukazują się Rynaldowi, w którym na widok rycerzy w zbrojach budzi się duch rycerski. Zobaczywszy głębię swego upadku w kryształowym zwierciadle, Rynald otrząsa się z czaru i wraz z rycerzami wybiega z zamku.
Armida spostrzega, że Rynald uciekł. Zbiega do przystani. Rycerz pozostaje jednak głuchy na jej prośby i zaklęcia. Wówczas czarownica wybucha gniewem i pada zemdlona. Rynald płacze nad ukochaną i rozdarty odchodzi. Armida odzyskawszy przytomność niszczy zamek i odlatuje na powietrznym wozie do Syrii, poprzysięgając zemstę Rynaldowi.

### Pieśń XVII
Król egipski dokonuje w Gazie przeglądu swych wojsk. Przechodzą przed nim oddziały z Egiptu, Arabii, Ormianie i Czerkiesi, wojska z Samarkandy i dalekich Indii. Król mianuje wodzem swej armii księcia ormiańskiego Ermina. Przed królem staje też Armida. Oferuje swoje usługi w bitwie. Ogłasza też, że temu kto zabije Rynalda, odda swe królestwo i rękę. Zaraz też zgłaszają się Adrast i Trezyfon.
Rynald tymczasem przez cztery dni wędruje na okręcie pięknej pani z powrotem. Rycerze zostają wysadzeni na brzegu palestyńskim, a okręt znika. Przed wędrowcami staje starzec, który przekazuje Rynaldowi zbroję i tarczę, na której zostały wykute dzieje rodziny d’Este od czasów rzymskich, aż po ich niedawne połączenie z Gwelfami. Karol wręcza Rynaldowi miecz Swenona, a starzec wygłasza pochwałę przyszłego księcia Ferrary Alfonsa II d’Este.

### Pieśń XVIII
Rynald wyrusza do zaczarowanego lasu, który tym razem okazuje się czarodziejskim ogrodem, pośrodku którego rośnie już nie dąb lecz krzew mirtu. Naprzeciw Rynaldowi wychodzi Armida i wita go czule i słodko. Kiedy rycerz mimo to dobywa miecza, by ściąć krzew mirtu, Armida zamienia się w sturękiego Briareusa, który broni krzewu pięćdziesięcioma tarczami i mieczami. Gdy Rynald pokonuje Briareusa i ścina mirt, czary ustają.
Obydwie strony przygotowują się do ostatecznej rozprawy. Gofred przechwytuje wiadomość, że w ciągu pięciu dni nadciągnie pod Jerozolimę armia egipska. Zarządza więc szturm na dzień następny. Armia krzyżowa podzielona na trzy oddziały rozpoczyna szturm jednocześnie od południa, północy i zachodu. Rajmund pozoruje główne natarcie od południa, podczas gdy przesunięta w nocy główna wieża oblężnicza ma uderzyć na mur północny. Tymczasem Rynald ze swoim oddziałem wdziera się po drabinach i opanowuje fragment murów. Wieżę, którą oddziały Gofreda próbują dociągnąć do murów próbuje podpalić Izmen. Wiatr zawraca jednak ogień, a Izmen ginie pod głazem. Gofredowi ukazuje się anioł, oznajmiając że nadszedł kres pogańskich rządów nad Jerozolimą. Jakoż Gofred zdobywa mury i zatyka na nich sztandar. Jednocześnie Tankred wdziera się na zachodni mur.

### Pieśń XIX

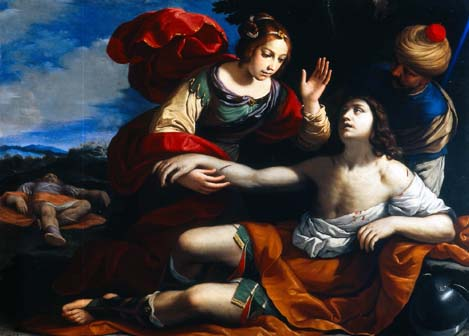
Erminia znajduje rannego Tankreda

Argant wychodzi naprzeciw wdzierającemu się na mury Tankredowi. W zaciętym pojedynku Argant ginie, a Tankred z upływu krwi traci przytomność. Krzyżowcy opanowują miasto bijąc wszędzie Saracenów. Soliman gromadzi obrońców w wieży Dawidowej, dodając królowi otuchy nadzieją na rychłą odsiecz króla Egiptu. W walce na ulicach Jerozolimy Rajmund zostaje raniony przez Solimana. Nad jego ciałem wybucha zacięta walka.
Tymczasem Wafryn przenika do obozu nieprzyjacielskiego. Dowiaduje się tam o planowanym zabójstwie Gofreda, lecz nie umie zdobyć żadnych szczegółów na ten temat. Dopiero spotkana przezeń Erminia, której pomaga zbiec wyjaśnia mu, że Ormund z grupką rycerzy, przebrani za krzyżowców z otoczenia wodza, mają w czasie bitwy wmieszać się w szeregi krzyżowców i rzucić się na Gofreda z zatrutymi mieczami. W bramie Jerozolimy wędrowcy natykają się na zwłoki Arganta i Tankreda. Erminia opłakuje bohatera. Jej łzy przywracają Tankreda do przytomności. Opatrzony zostaje wprowadzony do miasta.
Wafryn informuje Gofreda o sile wojsk nieprzyjacielskich i o zamierzonym skrytobójstwie. Rajmund zaleca, aby straż przyboczna Gofreda włożyła inny strój. Gofred zarządza walną bitwę z nadciągającym nieprzyjacielem.

### Pieśń XX
Wojsko egipskie dociera pod Jerozolimę. Następnego dnia obydwie armie stają naprzeciw siebie zagrzewane do boju przez swych wodzów. W zaciętym boju wyróżniają się Gildyppa ze swym mężem i Altamor, król Samarkandy. Gofred rozpoznaje po kolorze płaszczów skrytobójców Ormunda. Rynald rozbija hufiec Armidy, ona rozdarta wewnętrznie bezskutecznie strzela do niego z łuku. W końcu rzuca się do ucieczki. Pomocy udziela jej Altamor, przez co jednak linie saraceńskie na prawym skrzydle idą w rozsypkę. Na lewym skrzydle cofają się krzyżowcy. Widząc przebieg bitwy Soliman wraz z królem wypadają z twierdzy siejąc zamęt w szeregach krzyżowców. Z ręki Solimana ginie Gildyppa z Odoardem. Spieszący pomścić ich śmierć Rynald natyka się na rycerza Armidy, Adrasta, którego zabija jednym ciosem miecza. Zwątpiwszy o sobie ginie też z ręki Rynalda Soliman. Zwycięstwo zaczyna się przechylać na stronę chrześcijan. Robert zajmuje zamek jerozolimski. Próbę powstrzymania Rynalda podejmuje jeszcze Tyzafern, ale ginie z jego ręki. Poganie są rozbici.
Widząc klęskę Tyzaferna, Armida rzuca się do ucieczki i w odległym wąwozie, porzuciwszy broń, próbuje zadać sobie śmierć. Powstrzymuje ją od tego Rynald, który wyruszył jej śladem, a następnie zapewnia ją o swej czci i miłości. Armida godzi się przyjąć chrzest. Gofred w pojedynku zwycięża wodza saraceńskiego Emirena, a mężny Altamor poddaje się mu. Wojna jest skończona.

## Związki literackie
Niektóre epizody Jerozolimy wyzwolonej wskazują na wpływy Ariosta: ucieczka Erminii przypomina ucieczkę Angeliki, Armida łączy w sobie cechy Angeliki i Alciny, Rynald jest protoplastą rodu d’Este podobnie jak jego imiennik w Orlandzie szalonym. Jednocześnie struktura utworu Tassa jest o wiele bliższa wzorom antycznym, szczególnie poematom Wergiliusza i Homera. I tak na przykład interwencja Boga za pośrednictwem archanioła Gabriela nawiązuje do wysłania przez Jowisza Merkurego na pomoc Eneaszowi w IV księdze Eneidy, a zgromadzenie książąt chrześcijańskich przypomina naradę wodzów greckich w II księdze Iliady.
Jednocześnie porównując Jerozolimę wyzwoloną z poematem Ariosta łatwo zauważyć podstawową różnicę. O ile Ariosto przedstawia swój baśniowy świat niejako „od zewnątrz”, przypatrując mu się z lekko ironicznym, a czasami smutnym uśmiechem, Tasso głęboko przeżywa losy swych postaci, które pociągają go nie dlatego, że dokonują wielkich czynów, lecz dlatego, że cierpią. Stąd niewielka stosunkowo waga intrygi, ograniczona liczba bohaterów i pozorne ubóstwo inwencji.

## Bohaterowie poematu
Zbiorowym bohaterem utworu jest wspomagana przez Boga armia chrześcijańska reprezentująca wartości, z którymi identyfikuje się autor. Jej przeciwnicy – Saraceni – dzicy i okrutni są wspierani przez siły piekielne, które jednak Bóg jest w stanie poskromić. Tak drastyczne przeciwstawienie obydwu stron konfliktu uniemożliwia jakiekolwiek porozumienie między chrześcijanami a muzułmanami, realne jeszcze u Ariosta. W obydwu obozach wyróżniają się postacie dalekie już od tradycji rycerskiej, o wiele bardziej złożone pod względem psychologicznym, nękane wątpliwościami i sprzecznościami.

### Krzyżowcy

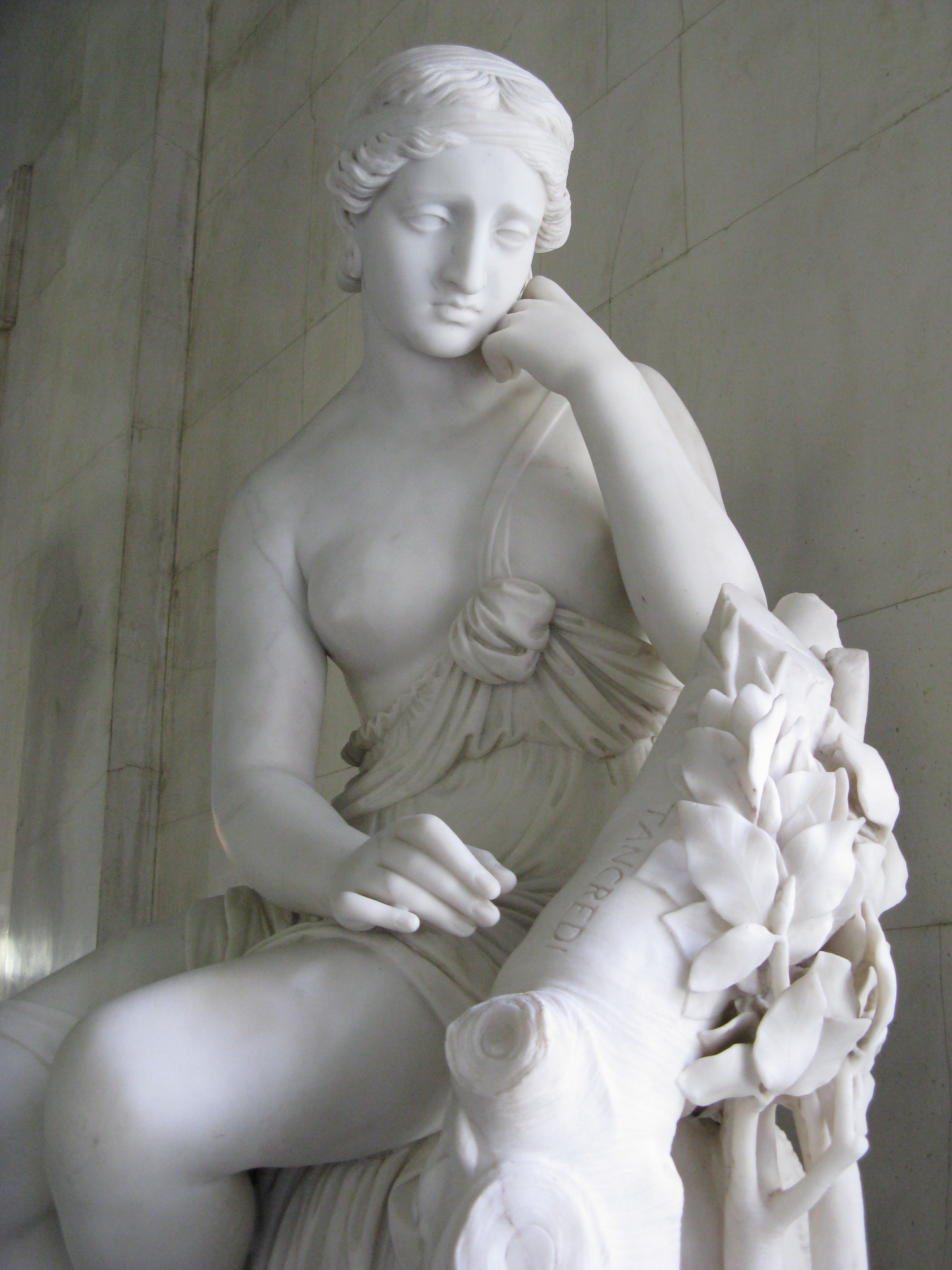
Erminia wyczekująca Tankreda

Wśród krzyżowców na pierwszy plan wysuwa się Gofred, wódz wyprawy, wzorowany na wergiliańskim Eneaszu. Surowy i zamknięty w sobie, a jednocześnie natchniony i pobożny, chociaż uosabia ideę porządku i jedności działania, przeżywa chwile słabości. Dręczy go zwątpienie, trudno mu podejmować decyzje lub okiełznać wielonarodowe wojsko, co czyni zeń postać w wysokim stopniu dramatyczną.
Inaczej ma się rzecz z zapalczywym, nastawionym bez reszty na zdobycie sławy Rynaldem. Młody Włoch najbliższy jest wzoru beztroskich postaci heroicznych rycerzy z wcześniejszej literatury. I on jednak za sprawą czarów Armidy błądzi i ulegając zgubnej potędze miłości zapomina o swojej misji, o której przypominają mu dopiero roztropni wysłannicy Gofreda.
Melancholijnego Tankreda dręczy przemożne uczucie do należącej do wrogiego obozu Kloryndy. Jego dramat osiąga apogeum, gdy w wyniku wywołanego nieporozumieniem pojedynku zabija ukochaną. Zabraknie mu potem sił, aby przełamać czary zaklętego lasu, a jego najświetniejszy czyn – zwycięska walka z Argantem – odbędzie się na uboczu, bez świadków, jakby w cieniu. Jako ofiara nieuleczalnej miłości wywodzi się niewątpliwie z poezji trubadurów, a wydaje się zapowiadać bohaterów romantycznych.

### Saraceni
W obozie przeciwnym główne role przypadają kobietom: Kloryndzie, która ma za zadanie szkodzić wrogom mieczem i Armidzie, która walczy czarami. Obydwie nawrócą się w końcu na prawdziwą wiarę, a Klorynda, jak się okaże, pochodzi nawet z chrześcijańskiego rodu. Ta hetmanka wojsk saraceńskich szlachetnością dorównuje Gofredowi: wstawia się u sułtana za niewinnie skazanymi, a miłość Tankreda odrzuca w imię bronionej przez siebie sprawy. O jej uroku stanowi kobiecość, której nie może okazać. Pojawia się i znika Tankredowi z oczu nie dlatego, że go zwodzi, lecz że tak chce przeznaczenie.
Zwodzi natomiast mężczyzn przebiegła i przesycona erotyzmem Armida. Zmysły tryumfują w jej miłosnej siedzibie, w której więzi Rynalda. W ostatniej pieśni utworu przechodzi metamorfozę. Ze spragnionej zemsty i nie wahającej targnąć się na własne życie wojowniczki przemienia się w uległą pannę, którą Rynald będzie mógł pojąć za żonę.
Wreszcie Erminia, beznadziejnie zakochana w Tankredzie i zdolna do największych poświęceń. Bardziej matka niż kochanka, ostatecznie roztoczy nad rannym rycerzem troskliwą opiekę, co będzie zadośćuczynieniem za jej szlachetność.

## Wojna i miłość
Świat bohaterów Jerozolimy wyzwolonej rozpięty jest pomiędzy wojną a miłością. Wojna nie jest już dla nich piękną przygodą, jaką była dla rycerzy Boiarda i Ariosta. Jest ciężkim obowiązkiem, który rycerze przyjmują na siebie w służbie Chrystusowi lub ojczystemu miastu. Niesie ze sobą nieszczęście i ból, łatwo na niej o porażki i o śmierć. Giną stary Dudon (III) i młodziutki królewicz Swenon zabity przez Solimana (VIII). Z ręki Tankreda giną Klorynda i Argant, patrzący przed śmiercią z rozpaczą na zdobytą Jerozolimę, ginie też Soliman, który kroczy od przegranej do przegranej, a jednak nie zaprzestaje walki. Melancholia otacza postać zamkniętego w sobie skazanego na samotność Gofreda. Tankred nie może przeboleć śmierci, którą zadał ukochanej.
Miłość szlachetna i wzniosła niesie ze sobą przede wszystkim cierpienie. Jest ona bowiem żarliwym dążeniem do szczęścia nieosiągalnego, uczuciem wiodącym do samounicestwienia, przynoszącym ból, nawet w rozkoszy. Tak kochają Olind i Sofronia, Tankred, Erminia, a nawet ostatecznie hołdująca zmysłom Armida. Potęga miłości przekracza nawet grozę śmierci. Postawiony na stosie obok ukochanej Olind, przemawia językiem płomiennego uczucia i pożądania. Sofronia ściśnięta powrozem wydaje mu się jeszcze piękniejsza. Jest szczęśliwy, bo umrze na jej łonie: S'impetrarò che, giunto seno a seno/ l'anima mia ne la tua bocca io spiri – Błagać będę, aby z piersią na twojej piersi/ dusza ma w twe usta ostatnie dała tchnienie (II, 35).

## Przyroda, religia, fantastyka
W niepokojącym świecie Tassa zagadkowa jest też przyroda, przedstawiona szeroko w długim szeregu różnorodnych krajobrazów: łagodnych, to posępnych, radosnych i mrocznych, skąpanych w słońcu lub w świetle księżyca. W tajemnym wnętrzu ziemi, do którego schodzą szukający Rynalda rycerze, tryskają źródła wszystkich rzek świata, a natura rozkwita w całym swym bogactwie i harmonii. Przyroda stanowi też tło czynów bohaterów, walczących między sobą, ale też z upałem, burzą, z pustynią, z zaczarowanym lasem.
Religijność bohaterów odmalowana jest szczegółowo przez opisy obrzędów zbiorowych, w których tłumnie uczestniczą oraz prywatnych modlitw i westchnień (Gofred, Rynald na Górze Oliwnej), na które Bóg w różnoraki sposób odpowiada. W walkę bohaterów bezpośrednio zaangażowane jest wojsko niebieskie, a ich poczynaniom towarzyszą liczne cuda. Zagadkowe są sięgające w świat na poły legendarny epizody z czarodziejem z Askalony i zstąpienia do wnętrza ziemi, które stanowią element poszukiwań przez Tassa Boga w tajnikach natury i jej niezbadanych magicznych siłach.
W poemacie czary są na usługach zarówno chrześcijan jak i Saracenów. Zwłaszcza te ostatnie, będące dziełem szatanów, próbujących zwieść ludzi na manowce, stanowią bogate tworzywo poetyckie: zaczarowany las z jego potworami, groźnymi zjawami i głosami; cuda z którymi spotykają się w swej podróży na wyspy szczęśliwe wysłannicy Gofreda czy wreszcie czary miłosne Armidy. W jej cudownych ogrodach czas zdaje się nie płynąć, a każda, nawet najbardziej ulotna przyjemność, trwa nieskończenie.

## Zagadnienia formy

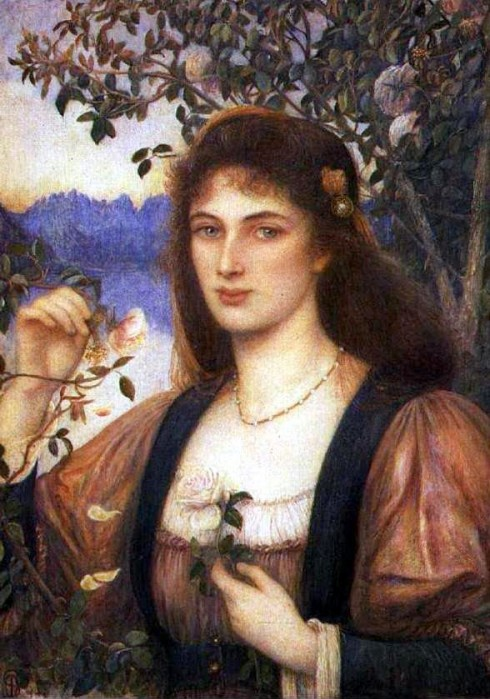
Róża z ogrodu Armidy. Obraz S. Stillmana

### Gra przeciwieństw
W poemacie elementy heroiczne i dramatyczne splatają się z sielankowymi, elegijnymi i erotycznymi w nieustającej grze przemyślanych kontrastów. Nastrojowi żołnierskiej radości w początkowych oktawach III pieśni autor przeciwstawia ton skruchy w oktawach następnych. Z idylliczną atmosferą epizodu o Erminii, która znalazła się wśród pasterzy kontrastuje jej duchowa udręka. Do szczególnego natężenia gra przeciwieństw dochodzi w scenie pojedynku Tankreda z Kloryndą – w którym kochanek zadaje śmierć fizyczną swojej wybrance, dając jej zarazem życie wieczne poprzez chrzest udzielony konającej.

### Teatralność
Uczestnicy pojedynku zachowują się jak postaci sceniczne. Daleko posunięta teatralność jest zresztą cechą charakterystyczną dla całego poematu. Walczący ze sobą przeciwnicy przedstawiani są w szeregu widowiskowych scen, nacierają na siebie zgodnie z zasadami sztuki władania bronią, wedle kodeksu rycerskiego heroldowie przerywają pojedynek po zapadnięciu zmierzchu. Cechy widowiskowe mają też często występujące w utworze ceremonie religijne: chrzty, pogrzeby, nabożeństwa i procesje. Teatralne są też dialogi pełne scenicznego patosu.

### Liryzm
W Jerozolimie wyzwolonej liryka wyraźnie góruje nad epiką. Tasso lubuje się w introspekcji. Maluje świat marzeń i wspomnień, namiętności nie zaspokojonych lub tłumionych, słów nie wypowiedzianych lub wypowiedzianych za późno. Poemat przenika nowa w stosunku do utworu Ariosta atmosfera niepokoju i smutku. Poeta świadomy politycznej niemocy swojego kraju i sprzeczności rozdzierających kulturę schyłku renesansu, znużony życiem szuka oparcia w wierze, jednocześnie nie umie się wyrzec podniet tkwiących w świecie uczuć oddziałujących niezwykle silnie na jego wyostrzoną wrażliwość, owoc zachwianej równowagi psychicznej.

### Styl
Poemat Tassa daleki jest od klasycznej harmonii renesansowej. Jej miejsce zajmują tragizm, patos i wewnętrzna rozterka wyrażane, w myśl założeń autora, stylem „wspaniałym (magnifico) i wzniosłym (sublime)”. „Wspaniałość” pochodzi z „boskiego natchnienia” poety stojącego ponad tłumem pisarzy, „wzniosłość” zaś przejawia się w wyszukanym słownictwie i kunsztownej składni. Tasso chętnie sięga po latynizmy, archaizmy, wyszukane figury retoryczne, jak szczególnie miły poecie chiazm, łamie rytm metryczny z upodobaniem stosując przerzutnie, zaburza szyk zdania, korzysta z inwersji. Zabiegi te skutkują niezwykłą melodyjnością wiersza, znaną już z Amintasa, a w Jerozolimie wyzwolonej spotęgowaną do maksimum.

## Przekłady na język polski
Pierwszego przekładu poematu Tassa na język polski dokonał Piotr Kochanowski w 1618 roku. Był to trzeci wierszowany przekład utworu w Europie po hiszpańskim i angielskim. Tekst Piotra Kochanowskiego znalazł gorące przyjęcie wśród szlachty, zaangażowanej w wojny z muzułmańską Turcją i utożsamiającej się z krzyżowcami Gofreda. Przekład ten na długie lata zajął miejsce epopei narodowej. W epoce romantyzmu zachwycał się nim zwłaszcza Juliusz Słowacki. W 1846 roku ukazał się kolejny przekład Ludwika Kamińskiego.